# Mútua Escolar Blanquerna
|  | Per a altres significats, vegeu «Blanquerna (desambiguació)». |

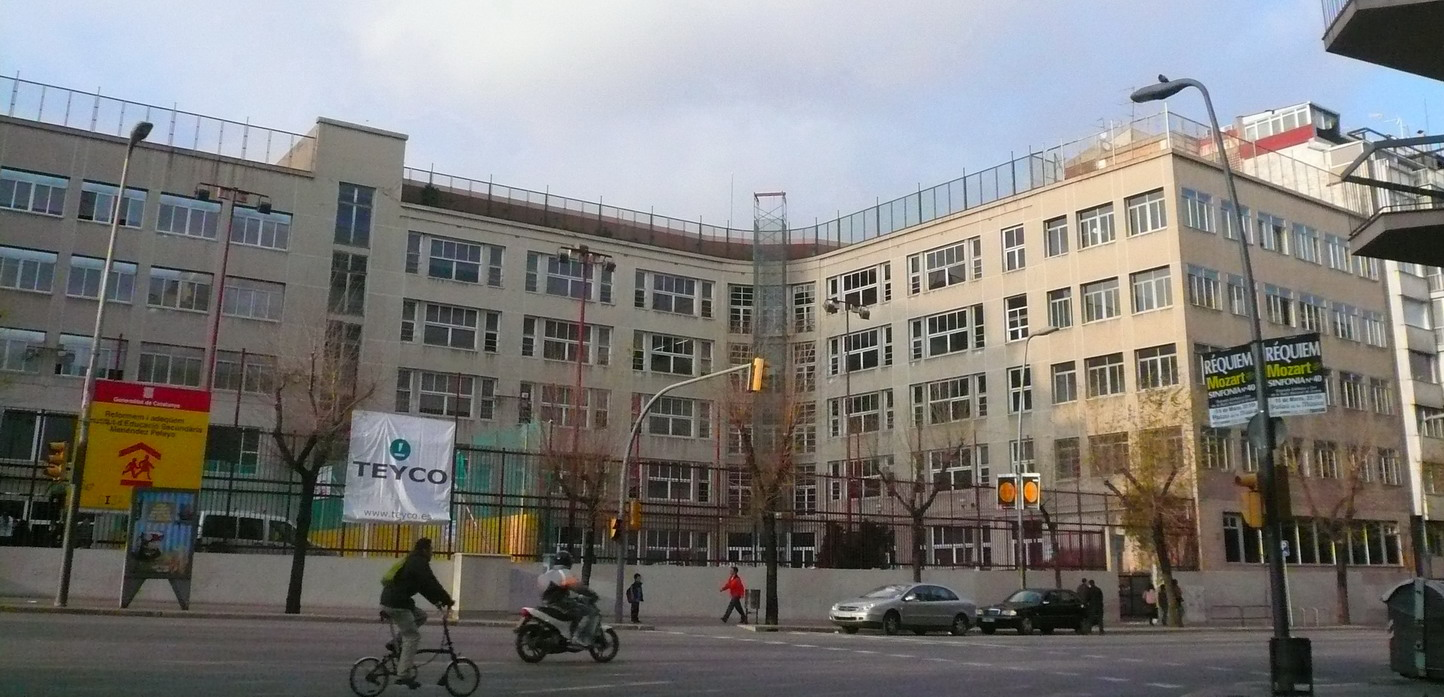
Edifici de la Mútua, actualment IES Menéndez y Pelayo

La Mútua Escolar Blanquerna fou una institució escolar fundada a Barcelona el 1923, que desenvolupà un mètode pedagògic singular i que fou dissolta el 1939 per les autoritats franquistes. Aplegava en una sola institució l'Escola Blanquerna, que comprenia el parvulari i els graus elementals; l'Acadèmia Monturiol, amb els estudis de batxillerat; i l'Acadèmia Elisenda, amb els ensenyaments lliures de nois grans; l'Acadèmia Capmany, amb els estudis de comerç i indústria, i l'Acadèmica de Música de Barcelona, dedicada als ensenyaments musicals i dirigida pel mestre Joan Llongueres i Badia.

## Història
L'assessor pedagògic fou Alexandre Galí i Coll, i en nomenaren primer president Joan Garriga i Massó. Els trets que caracteritzaven la institució eren el règim de llibertat del que gaudia el professorat, l'autonomia de l'escola davant qualsevol interferència de l'exterior i l'ús dels mètodes pedagògics de Maria Montessori (mètode Montessori). Un dels aspectes més singulars fou l'educació «en el silenci científic», juntament amb «el model d'esperança en l'home», com resumia anys més tard Mata i Garriga. Entre altres aspectes, la música tenia una importància especial. En aquest punt fou clau la figura de Joan Llongueres, que compongué diverses cançons per aquest fi. Els alumnes anaven a funcions del Gran Teatre del Liceu i en una ocasió van rebre la visita de Pau Casals.
Les escoles, fundades quan es tancà l'Escola Graduada de la Mancomunitat, van créixer ràpidament, i el 1933 es va inaugurar l'edifici definitiu a la Via Augusta. Aquest va ser el millor període de l'escola, i Gomis Sanahuja recordava anys després que celebraven eleccions per a escollir les pel·lícules que veien o els papers teatrals.
Durant la Guerra Civil hi hagué molts alumnes que marxaven de l'escola per anar a l'estranger o refugiar-se al camp i d'altres que arribaven de col·legis religiosos tancats o altres ambients desfavorits. L'escola fou dissolta el gener del 1939 per les autoritats franquistes, i l'edifici esdevingué la seu de l'Institut Menéndez y Pelayo.

## Alumni
Entre els alumnes de la institució hom pot destacar Antoni Maria Badia i Margarit, Alexandre Cirici i Pellicer, Joan Ainaud de Lasarte, Llorenç Gomis i Sanahuja i Josep Rahola i d'Espona. També hi van estudiar Jordi Pujol i Soley, Pere Pi-Sunyer i Bayo, Salvador Millet i Bel. o Jordi Galí i Herrera, fill del fundador qui va continuar la seva obra a l'Escola Sant Gregori ESG.